# Giannantonio Selva
Giannantonio Selva (Veneza, 1754 - 1819) foi um arquiteto e cenógrafo da Itália, de tendência palladiana.
Foi aluno de outro palladiano, Tommaso Temanza. Em 1779 ele acompanhou Giacomo Quarenghi para a Rússia, onde deixou diversas construções, e depois voltou à Itália. Em 1787 foi contratado pela Nobile Società de Veneza, depois de um concurso, para construir um teatro na cidade, sua obra mais famosa, o La Fenice. O projeto foi concluído rapidamente e inaugurado em 1789, evidenciando a herança palladiana nos ritmos da sua volumetria e na economia da decoração, mas associando traços de outras escolas. O edifício mostra a complexa integração de correntes distintas comum nesta fase - palladianismo, avanços científicos, interesses comerciais e um toque de charme rococó. Essa síntese tinha como objetivo básico criar uma nova estética que privilegiasse a clareza e simplicidade construtiva, definindo um padrão para o edifício público que fosse ao mesmo tempo, como dizia o téorico Francesco Milizia, cômodo, sólido e imponente. Foi grande amigo de Canova, e sobrevive a sua correspondência.